# Folk Songs
(Luciano Berio, nota dell'autore)
Folk Songs è un ciclo di canzoni composto nel 1964 da Luciano Berio. Consiste nell'arrangiamento di canti popolari provenienti dalla tradizione orale di differenti paesi (Stati Uniti, Armenia, Italia, Francia, Azerbaigian) che vanno a formare un "omaggio alla straordinaria dote artistica" della cantante statunitense Cathy Berberian, esperta esecutrice della musica di Berio. Il ciclo è strumentato per voce, flauto, clarinetto, arpa, viola, violoncello e percussioni. Nel 1973 Berio riarrangiò il ciclo per grande orchestra.

## Storia
Due canzoni del ciclo, La donna ideale e Ballo, furono composte da Berio nel 1947 durante il suo secondo anno nel Conservatorio Giuseppe Verdi di Milano per voce e pianoforte, come parte delle sue Tre canzoni popolari. Si ritiene spesso, erroneamente, che queste tre canzoni fossero state scritte per Cathy Berberian nel periodo in cui la cantante studiava in Italia, ma questo è impossibile perché non vi arrivò prima del 1949.
Il ciclo delle Folk Songs fu commissionato dal Mills College in California e fu eseguito per la prima volta in quel luogo da un'orchestra da camera diretta dallo stesso Berio nel 1964, con Cathy Berberian come soprano solista. Al tempo della prima esecuzione il matrimonio tra Berio e la Berberian era vicino a finire (divorziarono più tardi in quello stesso anno), ma la loro collaborazione artistica continuò; in seguito lavorarono insieme su altre composizioni come Sequenza III, Visage e Recital I (for Cathy). Berio era particolarmente affezionato ai canti popolari: dichiarò che quando lavorava su quelle musiche era sempre entusiasmato dall'emozione della scoperta. Successive composizioni di Berio che includevano canti popolari furono Cries of London per 6 voci (1974), Coro, su testo di Pablo Neruda, per coro e orchestra (1976 - 1977) e Voci: Folk Songs II per viola e orchestra (1984).

## Canzoni

### Black Is the Colour
I primi due brani delle Folk Songs non sono in realtà brani popolari. "Black Is the Colour (Of My True Love's Hair)" e "I Wonder as I Wander" furono entrambe scritte da John Jacob Niles, cantante e compositore folk originario del Kentucky. Esiste un brano tradizionale chiamato "Black is the Color..." ma, poiché suo padre pensava che fosse "assolutamente terribile", ricorda Niles, "scrissi di mio pugno un nuovo brano, concludendolo con un bel passaggio modale". La suite di Berio si apre con la viola che segue l'indicazione "like a wistful country dance fiddler" (ovvero "come un malincolico violinista dei balli di campagna"); non ci sono indicazioni di misura ed è ritmicamente indipendente dalla voce.

### I Wonder as I Wander
"I Wonder as I Wander" fu composta da Niles a partire dai soli tre versi che fu capace di farsi dire dalla figlia di un predicatore revivalista, "una ragazza dai capelli biondi e arruffati, sporca, e molto bella". Gli armonici eseguiti dalla viola, dal violoncello e dall'arpa contribuiscono a creare quel "suono da ghironda" che Berio voleva come accompagnamento di questa seconda canzone. Il finale per flauto e clarinetto della versione di Berio ricorda il canto e il volo di un uccello.

### Loosin yelav
L'Armenia, il paese originario degli antenati della Berberian, fornì a Berio la base per il terzo brano, "Loosin yelav", che descrive il sorgere della luna.

### Rossignolet du bois
Nella canzone francese "Rossignolet du bois", accompagnata solo dal clarinetto in un primo momento e poi da arpa e crotales, un usignolo suggerisce ad un amante di cantare le sue serenate due ore dopo la mezzanotte.

### A la femminisca
Un accordo sostenuto introduce alla canzone successiva, il vecchio canto siciliano "A la femminisca", cantato dalle mogli dei pescatori mentre aspettavano i mariti sui pontili.

### La Donna Ideale
Come per i primi due pezzi, il sesto, "La Donna Ideale", e il settimo, "Ballo", non furono scritti da anonimi ma da Berio stesso. Il vecchio poema tradizionale "La Donna Ideale", in dialetto genovese dice che se trovi una donna di buona famiglia ed educazione e con una buona dote, non devi lasciarla andare via per nessun motivo.
(Luciano Berio)

### Ballo
"Ballo", un altro antico poema italiano, dice che i più saggi degli uomini perdono la testa per amore, che resiste al sole, al ghiaccio e a tutto il resto.
(Luciano Berio)

### Motettu de tristura
"Motettu de tristura" è un canto tradizionale sardo. Nel testo l'autrice apostrofa l'usignolo: "Come mi assomigli, perché mi consigli di piangere per il mio amante? Quando sarò sepolta, cantami questa canzone".

### Malurous qu'o uno fenno
Le due canzoni successive si trovano anche in Chants d'Auvergne di Joseph Canteloube e sono in lingua occitana. "Malurous qu'o uno fenno" parla dell'eterno paradosso coniugale: colui che non ha consorte la cerca, mentre chi ce l'ha vorrebbe non averla.

### Lo Fïolairé
Il violoncello che fa da eco all'improvvisazione all'inizio della suite introduce "Lo Fïolairé", dove una ragazza al filatoio canta il suo scambio di baci con un pastore.

### Azerbaijan Love Song (Qalalıyam)
Cathy Berberian scoprì l'ultima canzone, "Qalalıyam" (nota all'interno della suite come "Azerbaijan Love Song") su un disco della Repubblica Socialista Sovietica Azera per grammofono. Il pezzo è cantato in lingua azera fatta eccezione per un verso in russo che, come le spiegò un amico, paragona l'amore a una stufa. La Berberian cantò, a memoria, i suoni che riuscì a trascrivere da quel vecchio disco rovinato. Non conosceva nemmeno una parola della lingua azera.

## Tracce
1. Black Is the Colour, (John Jacob Niles) (USA)
2. I Wonder as I Wander, (John Jacob Niles), (USA)
3. Loosin yelav (Armenia)
4. Rossignolet du bois (Francia)
5. A la femminisca (Sicilia, Italia)
6. La donna ideale, (Liguria, Italia)
7. Ballo (Italia)
8. Motettu de tristura (Sardegna)
9. Malurous qu'o uno fenno (Alvernia, Francia)
10. Lo fiolairé (Alvernia, Francia)
11. Azerbaijan Love Song (Azerbaigian)

## Altre incisioni
- 1996 - Luciano Berio, Folk Songs per voce e orchestra, Luisa Castellani, voce, Orchestra da Camera Italiana, Alberto Veronesi, direttore  (CD OCG 004)
- 1997 - Luciano Berio, Folk Songs per voce, flauto, clarinetto, 2 percussioni, arpa, viola, violoncello, Luisa Castellani, voce, Mauro Ceccanti, direttore (CD Arts Music GMBH 47376-2)